# آرني إنغستروم
آرني إنغستروم (بالسويدية: Arne Engström)‏ (و. 1920 – 1996 م) هو طبيب، وفيزيائي، ومدرس، من السويد، كان عضوًا في الأكاديمية الملكية السويدية للعلوم، والأكاديمية الملكية السويدية للعلوم الهندسية، توفي في ستوكهولم، عن عمر يناهز 76 عاماً.

## مناصب وهيئات
أدار معهد كارولنسكا.